# 켄터키강

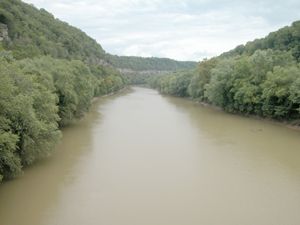
켄터키강

켄터키강(Kentucky River)은 총길이 418 km의 미국 켄터키주를 흐르는 강으로, 오하이오강의 지류이다.